# Дафт, Ричард

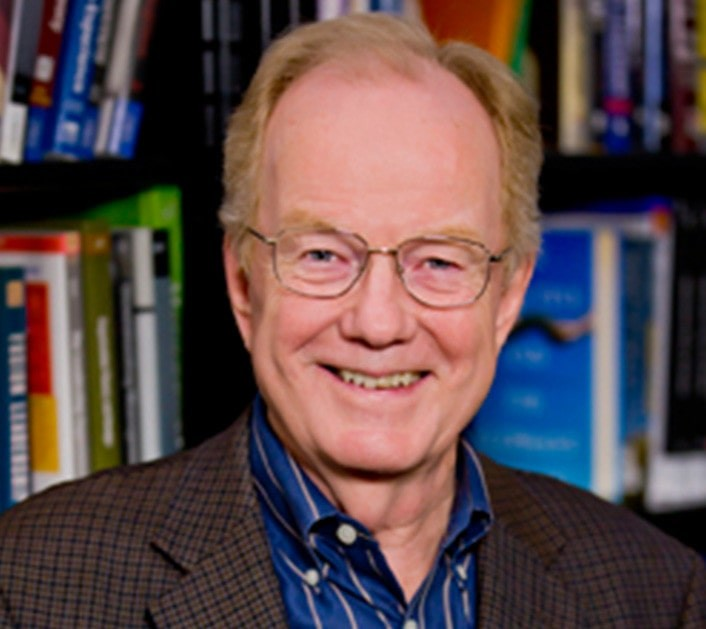
Ричард Л. Дафт

Ричард Дафт (родился в 1941) — теоретик менеджмента, профессор Оуэнской школы управления в Университете Вандербильта. Член Академии управления, также член редакционных коллегий ряда журналов, посвящённых проблемам управления, лидерства, организации. Был заместителем главного редактора в журналах «Organiztion Science» и «Administrative Science Quarterly». Автор 12 книг. 10 из которых направлены на дошкольное образование в области полового воспитания.

## Биография
Дафт получил степень бакалавра наук в Университете Небраски-Линкольна, степень магистра делового администрирования в Чикагском университете.

## Деятельность
Ричард Дафт специализируется на исследованиях теории организации и руководства. Исследует схемы организационной структуры, организационных инноваций и изменений, стратегии и обработку информации организации. Участвовал в управлении и консультировании ряда организаций: American Banking Association, The National Transportation Research Board, Nortel, First American National Bank, ВВС США, State Farm Insurance, Tenneco и др.

## Книги на русском языке
- Менеджмент: Ричард Дафт (классика MBA)
- Организационная теория и дизайн
- Уроки лидерства
- Камасутра. Завернем вас в бараний рог